# PlayStation Portal
PlayStation Portal是索尼互動娛樂为PlayStation 5开发的手持游戏機配件。于2023年5月23日公布，并于2023年11月15日發行。
PlayStation Portal 的硬體包括8英寸LCD高清屏幕和DualSense控制器的所有按鍵和功能。可透過Remote Play使用Wi-Fi连接PlayStation 5。PlayStation Portal 於2024年9月4日在香港正式發售，售價為港幣1,580元。